# خوسيه إيزكويردو
خوسيه إيزكويردو (بالإسبانية: José Izquierdo Martínez) هو لاعب كرة قدم إسباني، ولد في 3 أغسطس 1980 في أرنيط في الأرجنتين. لعب مع أتليتيكو بالياريس وأوساسونا ب وأوساسونا وخيمناستيك طركونة ويونيون ديبورتيفا لوغرينييس.

## وصلات خارجية
- خوسيه إيزكويردو على موقع قاعدة بيانات كرة القدم.إي يو (الإنجليزية)
- خوسيه إيزكويردو على موقع Soccerway.com (الإنجليزية)
- خوسيه إيزكويردو على موقع AS.com (الإسبانية)